# 中郷村 (鳥取県)
中郷村（なかのごうそん、ちゅうごうそん）は、鳥取県気高郡にあった自治体である。1896年（明治29年）3月31日までは気多郡に属した。

## 概要
現在は鳥取市西端の青谷町亀尻・青谷町鳴瀧・青谷町北河原・青谷町山田・青谷町吉川・青谷町絹見・青谷町露谷、および青谷町栄町（青谷町亀尻の一部から設置）に相当する。勝部川中流域に位置した。
藩政時代には鳥取藩領の気多郡勝部中郷（かちべなかのごう）に属する吉川村（苔川村）・亀尻村・北河原村・鳴瀧村・山田村、絹見保（きぬみのほ）に属する絹見村、および露谷庄（つゆたにのしょう）に属する露谷村があった。

## 沿革
- 1883年（明治16年）3月 - 気多郡第七連合戸長役場を鳴瀧村に設置。なお吉川村・絹見村・露谷村は同六連合戸長役場（青谷村）の管轄区域となる[1]。
- 1889年（明治22年）10月1日 - 町村制の施行により、鳴瀧村・北河原村・山田村・亀尻村・吉川村・絹見村・露谷村が合併して村制施行し、気多郡中郷村が発足。旧村名を継承した7大字を編成し、役場を亀尻村に設置[1][4]。
- 1896年（明治29年）4月1日 - 郡制の施行により、高草郡・気多郡の区域をもって気高郡が発足し、気高郡中郷村となる。
- 1914年（大正3年）10月1日 - 「中郷村大字◯◯村」から大字の「村」を削除し、「中郷村大字◯◯」と改称[8]。
- 1953年（昭和28年）7月1日 - 青谷町（初代）・勝部村・日置谷村と合併し、改めて青谷町（2代）が発足。同日中郷村廃止[9]。

## 行政

### 戸長
- 鳴瀧村外9ヶ村連合戸長役場：広富政蔵 - 後藤勘次郎[1][10]
管轄区域：鳴瀧村・亀尻村・北河原村・山田村（後の中郷村の一部）、楠根村・紙屋村・田原谷村・八葉寺村・澄水村・桑原村（後の勝部村）[1][11]

### 歴代村長
| 代         | 氏名       | 就任年月日             | 退任年月日                | 備考                         |
| ---------- | ---------- | ---------------------- | ------------------------- | ---------------------------- |
| 初         | 後藤勘次郎 | 1889年（明治22年）11月 | 1893年（明治26年）11月    |                              |
| 2          | 広富幸松   | 1893年（明治26年）11月 | 1894年（明治27年）11月    |                              |
| 3          | 広富政蔵   | 1894年（明治27年）11月 | 1896年（明治29年）9月     |                              |
| 4          | 山崎亀蔵   | 1896年（明治29年）9月  | 1899年（明治32年）12月    |                              |
| 5          | 伊藤萬吉   | 1899年（明治32年）12月 | 1903年（明治36年）3月     |                              |
| 6          | 渡辺鹿藏   | 1903年（明治36年）3月  | 1903年（明治36年）5月     |                              |
| 7          | 伊藤萬吉   | 1903年（明治36年）5月  | 1907年（明治40年）6月     |                              |
| 8          | 山崎輝蔵   | 1907年（明治40年）7月  | 1907年（明治40年）9月     |                              |
| 9          | 広富政蔵   | 1907年（明治40年）9月  | 1907年（明治40年）11月    |                              |
| 10         | 植田竹蔵   | 1907年（明治40年）12月 | 1908年（明治41年）8月     |                              |
| 11         | 清水紋蔵   | 1908年（明治41年）8月  | 1909年（明治42年）3月     |                              |
| 12         | 森源八     | 1909年（明治42年）3月  | 1911年（明治44年）11月    |                              |
| 13         | 山崎輝蔵   | 1911年（明治44年）11月 | 1914年（大正3年）7月      |                              |
| 14         | 後藤益蔵   | 1914年（大正3年）7月   | 1915年（大正4年）2月      |                              |
| 15         | 後藤侃司   | 1915年（大正4年）3月   | 1917年（大正6年）5月      |                              |
| 16         | 青木紋蔵   | 1917年（大正6年）7月   | 1918年（大正7年）12月     |                              |
| 17         | 森竹蔵     | 1919年（大正8年）2月   | 1921年（大正10年）6月     |                              |
| 18         | 鱸重吉     | 1921年（大正10年）10月 | 1923年（大正12年）12月    |                              |
| 19         | 植田竹蔵   | 1924年（大正13年）1月  | 1926年（大正15年）1月     |                              |
| 20         | 青木猪之吉 | 1926年（大正15年）1月  | 1930年（昭和5年）2月      |                              |
| 21         | 小林甚平   | 1930年（昭和5年）2月   | 1934年（昭和9年）2月      |                              |
| 22         | 森竹蔵     | 1934年（昭和9年）2月   | 1938年（昭和13年）2月     |                              |
| 23         | 加藤辰次   | 1938年（昭和13年）2月  | 1946年（昭和21年）2月     |                              |
| 24         | 広富潔     | 1946年（昭和21年）2月  | 1953年（昭和28年）6月30日 | 合併後、青谷町長代行を務めた |
| 参考文献 - |            |                        |                           |                              |

## 教育
- 中郷村立中郷小学校（後の鳥取市立中郷小学校、2007年閉校）
- 中郷村外三か村学校組合立山西中学校（1947年4月 - 1948年3月）：亀尻257番地に中郷村・勝部村・日置村・日置谷村の組合立として創設。しかし4ヶ村の組合立が地域的に困難であることから2ブロックに分かれることになり、1年で閉校した[1]。
- 中郷村勝部村学校組合立山西第一中学校（1948年4月以降）：亀尻257番地に所在。合併後は青谷町立となる。1958年（昭和33年）9月30日統合により新・青谷中学校となり閉校、同第一校舎となる[1]。

## 交通
- 最寄りの駅：青谷駅